# Norah Milanesi
Norah Elisabeth Milanesi (née le 23 janvier 2003 à Broni) est une nageuse camerounaise.

## Biographie
Elle naît le 23 janvier 2003 à Broni, en Italie, de mère camerounaise et de père italien.
Jusqu'à 13 ans, elle participe essentiellement au niveau régional, où elle est championne de la province de Pavie au 50 et 100 mètres nage libre et papillon.
En avril 2020, elle obtient 2 médailles d'or, aux 100 mètres papillon et 50 mètres papillon, et 3 médailles d'argent en nage libre au 50 mètres, 100 mètres et 200 mètres aux Championnats d'Afrique de natation 2020 zone 2. Avec un nouveau record de la zone au 50 mètres papillon, elle se qualifie aux Championnats d'Afrique de natation 2020, qui sont annulés en raison de la pandémie de Covid-19.
Elle participe au 50 m nage libre féminin aux Jeux olympiques d'été de 2020, dont elle finit quarante-quatrième en battant son record personnel.
Aux championnats d'Afrique de natation 2022 de zone 2, elle remporte trois médailles d'or et une de bronze. Cela fait d'elle la première nageuse depuis 1962 à ramener une coupe d'Afrique au Cameroun. En parallèle, elle étudie l'informatique à l'université libre d'Amsterdam.